# Anca Petrescu
Anca Petrescu, född 20 mars 1949 i Sighișoara, död 30 oktober 2013, var en rumänsk arkitekt och politiker. Petrescu var medlem av det rumänska parlamentet 2004-2008. Som arkitekt är hon mest känd för att ha ritat Parlamentspalatset i Bukarest för kommunistdiktatorn Nicolae Ceaușescu. När bygget av detta inleddes var Petrescu endast 28 år gammal.